# Laggarp
Laggarp var en sätesgård i Åsbo socken i Boxholms kommun som bestod av fyra hemman.

## Historik
Ingevald i Laghathorp levde under 1300-talet. År 1411 utfärdade Halsten Ingevaldsson härifrån ett gåvobrev. Tillhörde 1546 Måns Svensson, 1559 Germund Svensson Somme samt sedermera Johan Germundsson Somme, gift med Bengta Bengtsdotter (Lilliestielke). År 1625 tillhörde egendomen Karl Abrahamsson Lilliestielke, gift med Barbro Krabbe, samt säges 1636, då den kallas säteri från hertig Johans tid, har ägts av Anders Stjerna, men tillhörde 1675 förre ägarens son Bengt Lilliestielke. Vidare har egendomen innehavts av
riksrådet Gustaf Fredrik von Rosen och omkring 1760 av Gabriel Adolf Ribbing af Zernava samt efter hans död 1762 av hans änka Beata Sparre, vars arvingar sålde den till brukspatron Carl Daniel Burén på Boxholm. Ägdes därefter av dennes son brukspatron Gustaf Burén på Götvik, vilken vid sin död 1848 testamenterade Laggarp till sin brorson, juridik doktor Axel Vilhelm Burén samt ärvdes vid hans död 1870 av dennes äldste son Gustaf Burén. Ägdes på 1880-talet av jägmästare A. Loenbom och Sigfrid Kernell, vilken senare icke långt därefter var ensam ägare.

## Ägare längd
| Ägare         | Namn                             | Levnadstid |
| ------------- | -------------------------------- | ---------- |
| 1546-1556     | Måns Svensson (Somme)            |            |
| 1556-1560     | Germund Svensson (Somme)         | -1560      |
| 1560-1623     | Johan Germundsson Somme          | -1623      |
| 1625-         | Carl Lilliestielke               |            |
| 1675-         | Bengt Lilliestielke              | 1628-1706  |
| 1706-1738     | Lennart Lilliestielke            | -1738      |
| 1740-1746     | Gustaf Fredrik von Rosen         | 1688-1769  |
| 1747-1762     | Gabriel Adolf Ribbing af Zernava | 1724-1762  |
| 1762-1781     | Beata Sparre                     | 1727-1781  |
| 1783-1794     | Löjtnant Carl Gustaf Renberg     |            |
|               | Carl Daniel Burén                | 1744-1838  |
| -1848         | Gustaf Burén                     | 1778-1848  |
| 1848–1870     | Axel Vilhelm Burén               | 1807-1870  |
| 1870-1887     | Gustaf Vilhelm Burén             | 1843-1920  |
| ca. 1880-1892 | A. Loenbom                       | 1855-      |
| ca. 1880-     | Sigfrid Kernell                  | 1856-      |

## Torp och stugor under Laggarp
- Sommelyckan
- Stjerntorp
- Carlstorp
- Kråktorp
- Kärrstugan
- Humpen
- Arvidstorp
- Leonhardstorp
- Bengtstorp
- Backen